# Léonie Geisendorf
Léonie Geisendorf urodzona jako Leonia Maria Kolin-Kaplan (ur. 8 kwietnia 1914 w Łodzi, zm. 17 marca 2016 w Paryżu) – szwedzka architektka pochodzenia polskiego, stulatka.
Większość swojego życia zawodowego spędziła w Szwecji. Od 1995 była doktorem Królewskiego Instytutu Technicznego. Od 2009 do śmierci mieszkała w Paryżu.

## Życie i twórczość
Przyszła na świat w Łodzi. W Polsce ukończyła szkołę średnią. Na początku lat 30. wyjechała do Szwajcarii na studia. W latach 1933-1938 studiowała na Politechnice Federalnej w Zurychu. Jeszcze podczas studiów kilkakrotnie była na praktykach u Le Corbusiera w Paryżu. W 1940 roku wyszła za mąż za kolegę ze studiów, Charlesa-Edouarda Geisendorfa. W latach 1944–1950 studiowała na Konsthögskolans arkitekturskola i Stockholm.

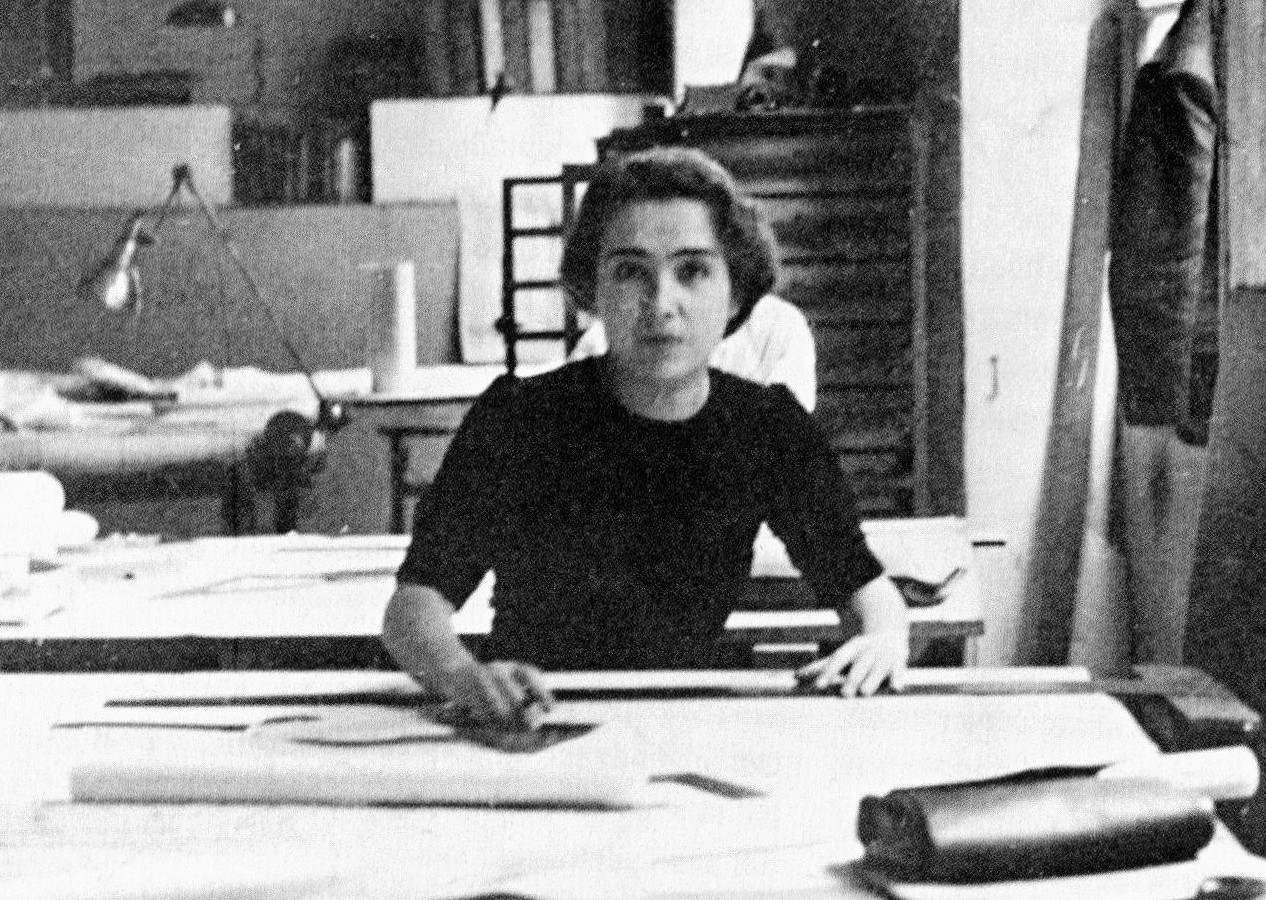
Léonie Geisendorf (1937)

W 1950 razem z mężem złożyli własne biuro (L. & C. E. Geisendorf). Do ich wczesnych prac zalicza się Villa Ranängen (1950–51) oraz dzielnica willowa Riksrådsvägens w Skarpnäck, na południu Sztokholmu (1953–56). Założenie składa się 114 domów szeregowych, należących do trzech typów. Zachowały się rysunki projektu, które ukazują koncepcję kolorystyki wnętrz, wraz z próbkami proponowanych tapet i farb ściennych.

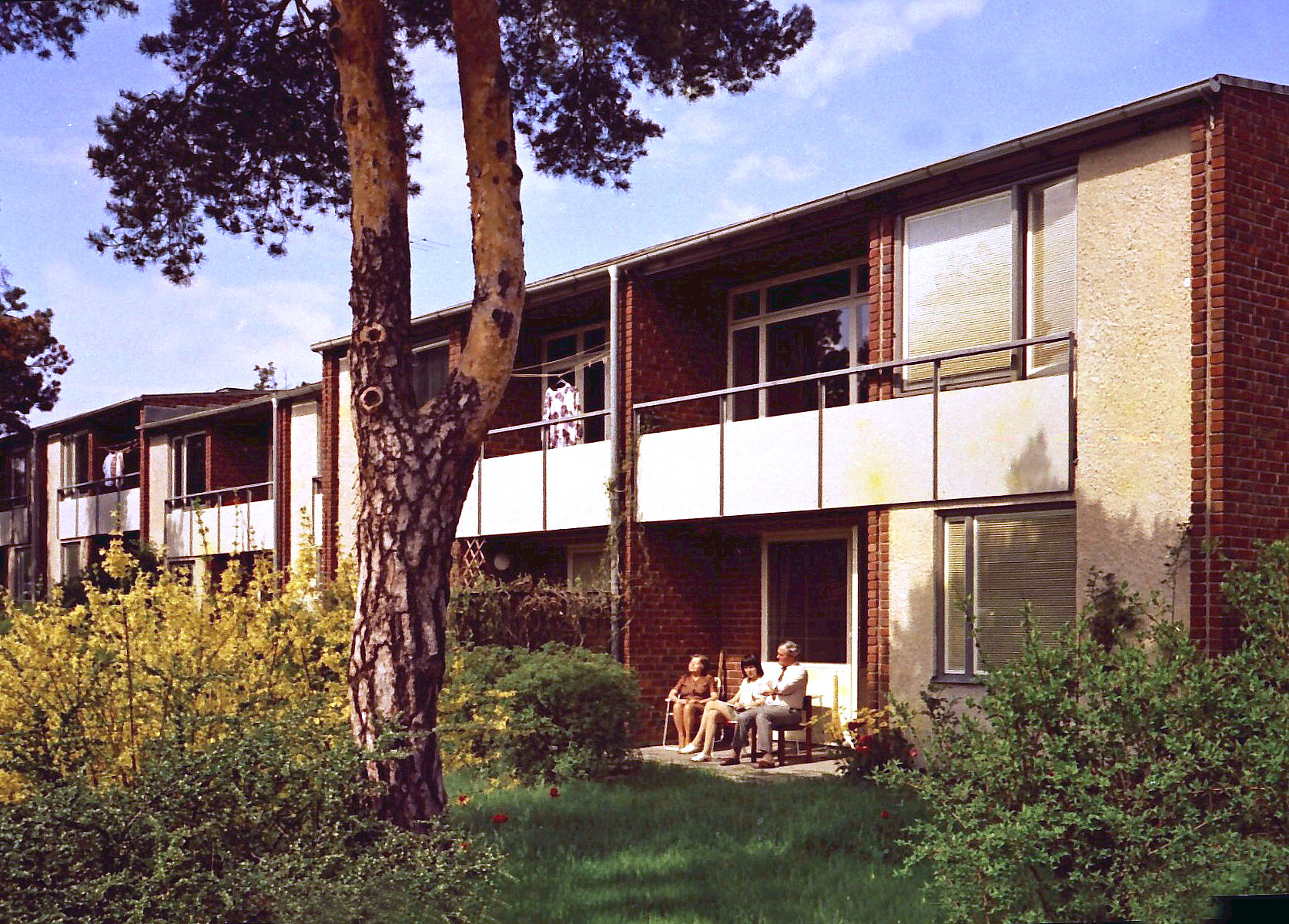
domy szeregowe przy Riksrådsvägen, latem 1974

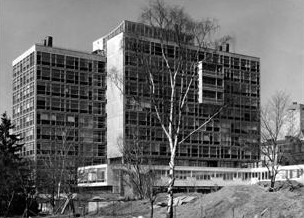
Liceum Sankt Görans, 1960

Jej projekty utożsamiały ideały późnego modernizmu w duchu Le Corbusiera, z mocnymi, surowymi materiałami i konstrukcjami z surowego betonu. Jej twórczości często przypisuje się również cechy brutalizmu i strukturalizmu. Przykładem tego jest budynek liceum St Görans z 1961, inspirowany Unité d’habitation Le Corbusiera oraz Villa Delin przy Strandvägen 43 w Djursholm – niewielki dom o awangardowej konstrukcji z surowego betonu, wzniesiony w latach 1966–1970.

## Odznaczenia
- Medal Księcia Eugeniusza (2003)[4]